# Matt Besler
Matt Besler, né le 11 février 1987 à Overland Park (Kansas, États-Unis), est un joueur international américain de soccer qui joue au poste de défenseur, d'abord au Sporting de Kansas City pendant douze saisons avant de terminer sa carrière à l'Austin FC, toujours en MLS.

## Biographie

### Jeunesse et formation
Né à Overland Park, au Kansas, Matt Besler joue à l'école secondaire Blue Valley West dans sa ville natale. Ses études l'amènent ensuite à rejoindre l'Université de Notre-Dame-du-Lac où il participe à la Division I de la NCAA avec l'équipe universitaire du Fighting Irish. Celle-ci se qualifie chaque année pour les séries éliminatoires en la présence de Besler qui contribue, au travers de cinq buts en quatre-vingt-dix rencontres, à atteindre à deux reprises les quarts de finale du championnat national.

### Un cadre défensif à Kansas City

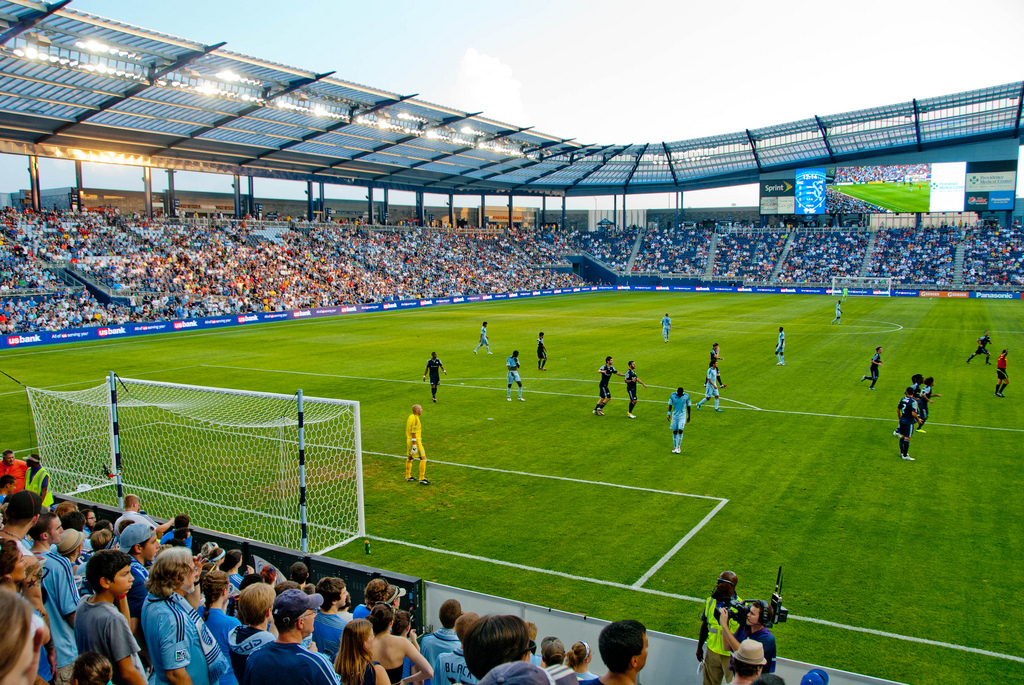
Le Children's Mercy Park, enceinte du Sporting.

Fort de ce succès dans les rangs universitaires, il est repêché en huitième position de la MLS SuperDraft 2009 par les Wizards de Kansas City. Il fait tout de suite partie des plans de son entraîneur Curt Onalfo qui le fait entrer en jeu lors de la deuxième semaine d'activités face au Rapids du Colorado le 28 mars 2009 (défaite 2-1) avant qu'il ne soit titularisé quelques jours plus tard contre les Earthquakes de San José (victoire 2-0). Il devient alors un élément incontournable de la défense de Kansas City et obtient trente-deux apparitions dès sa première saison.
Le 26 mars 2011, Besler inscrit son premier but en professionnel dans une défaite 3-2 face au Fire de Chicago. Il remporte ensuite le premier de ses quatre trophées en club en 2012 en soulevant la Lamar Hunt US Open Cup après avoir inscrit son tir au but contre les Sounders de Seattle, alors triple tenant du titre. Il remporte cette même coupe à deux autres reprises, en 2015 et en 2017.
Nommé défenseur de l'année en 2012, il prolonge son contrat de trois années le 12 décembre 2012 alors même que plusieurs offres venues d'Angleterre se présentent devant lui, notamment de la part de Birmingham City et des Queens Park Rangers.
Au terme de la saison 2020, Besler qui comptabilise alors 348 rencontres sous le maillot de Kansas City, une Coupe MLS glanée en 2013 et trois coupes des États-Unis, détient de nombreux records d'équipe, pour le nombre de matchs joués, de départs ou encore de minutes en MLS et toutes compétitions confondues,. Malgré tout, son parcours de douze saisons dans l'équipe de son État arrive à son terme le 9 décembre 2020 lorsque le Sporting de Kansas City annonce ses décisions de fin de saison concernant l'effectif pour 2021 et Matt Besler, en fin de contrat, ne se voit pas proposer une nouvelle prolongation.

### Dernière saison avec Austin
Alors qu'il fêtera bientôt ses trente-quatre ans en 2021, Matt Besler s'engage en faveur de l'Austin FC le 6 janvier 2021 et rejoint ainsi la plus récente franchise d'expansion en Major League Soccer qui connait sa saison inaugurale cette même année.
Besler est titulaire pour la rencontre inaugurale de l'équipe texane, le 17 avril, dans un déplacement en Californie pour affronter le Los Angeles FC, sa formation s'inclinant par la marque de 2-0. Pour l'événement, Austin a pu compter sur le soutien de ses supporters.
À l'issue de cette première saison compliquée pour l'Austin FC qui échoue au douzième rang sur treize au classement de la conférence Ouest, Matt Besler annonce son retrait du soccer professionnel après treize années en Major League Soccer, concluant sa carrière avec vingt rencontres en 2021.

### Carrière internationale

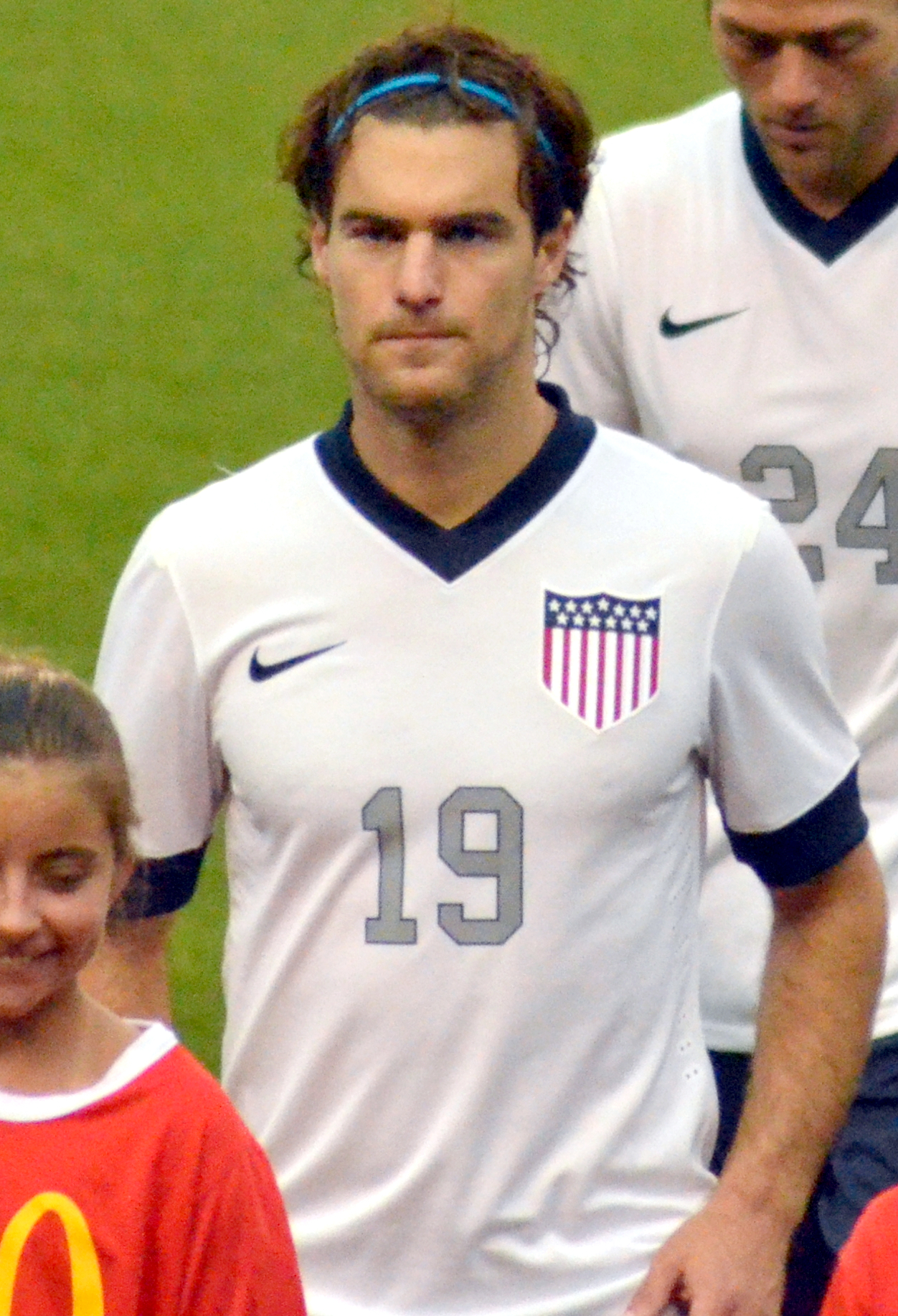
Graham Zusi, repêché la même année que Besler par Kansas City, est son coéquipier pendant douze saisons en club et sélection.

Auteur en 2012 d'une saison qui le voit remporter le trophée de défenseur de l'année de MLS, ses performances attirent l'attention du sélectionneur de l'équipe nationale américaine, Jürgen Klinsmann, qui le convoque pour un match amical face au rival du sud, le Mexique en août 2012. Il est de nouveau convoqué pour le camp d'entraînement de janvier 2013 qui précède le lancement de la saison 2013 de Major League Soccer. Il obtient finalement sa première sélection face au Canada le 29 janvier 2013 en étant titulaire en défense centrale (0-0).
Écarté du groupe américain pour la Gold Cup 2013, il se joint pourtant à la sélection nationale afin de participer aux rencontres de la phase finale de la compétition que les États-Unis remportent,,.
Au cours des saisons où il s'affirme en MLS, Besler prend une place de plus en plus importante en sélection et est retenu par le sélectionneur pour participer à la Coupe du monde 2014 au Brésil. S'il ne joue que la première mi-temps face au Ghana lors du premier match, il est ensuite titularisé et connait l'intégralité des rencontres jusqu'à l'élimination des Américains par la Belgique en huitièmes de finale.
En 2017, il fait partie de l'équipe américaine qui s'impose en finale de la Gold Cup 2017 face à la Jamaïque. Par la suite, Besler participe à trois rencontres du dernier tour des éliminatoires à la Coupe du monde 2018 et reçoit sa dernière sélection lors du naufrage américain à Couva le 10 octobre 2017, une défaite 2-1 face à Trinité-et-Tobago et une non-qualification pour le Mondial 2018, une première depuis 1986.

## Palmarès

### Collectif
| Sporting de Kansas City (4)                                                                    | États-Unis (1)                           |
| ---------------------------------------------------------------------------------------------- | ---------------------------------------- |
| - Coupe MLS : - Vainqueur : 2013. - Lamar Hunt US Open Cup : - Vainqueur : 2012, 2015 et 2017. | - Gold Cup : - Vainqueur : 2013 et 2017. |

### Individuel
- Défenseur de l'année de MLS : 2012
- Équipe-type de la Major League Soccer : 2012 et 2013
- Nommé au match des étoiles de la MLS en 2011, 2013, 2014 et 2015

## Statistiques
| Saison                | Club                    | Championnat           | Championnat | Championnat | Coupe(s) nationale(s) | Coupe(s) nationale(s) | Compétition(s) continentale(s) | Compétition(s) continentale(s) | Compétition(s) continentale(s) | Séries | Séries | États-Unis | États-Unis | Total | Total |
| Saison                | Club                    | Division              | M.          | B.          | M.                    | B.                    | Comp.                          | M.                             | B.                             | M.     | B.     | M.         | B.         | M.    | B.    |
| 2009                  | Wizards de Kansas City  | MLS                   | 28          | 0           | 0                     | 0                     | SL                             | 3                              | 0                              | -      | -      | -          | -          | 31    | 0     |
| 2010                  | Wizards de Kansas City  | MLS                   | 12          | 0           | 1                     | 0                     | -                              | -                              | -                              | -      | -      | -          | -          | 13    | 0     |
| 2011                  | Sporting de Kansas City | MLS                   | 32          | 2           | 0                     | 0                     | -                              | -                              | -                              | 3      | 0      | -          | -          | 35    | 2     |
| 2012                  | Sporting de Kansas City | MLS                   | 31          | 0           | 4                     | 0                     | -                              | -                              | -                              | 2      | 0      | 1          | 0          | 38    | 0     |
| 2013                  | Sporting de Kansas City | MLS                   | 23          | 0           | 5                     | 0                     | LCC                            | 2                              | 0                              | 5      | 0      | 12         | 0          | 47    | 0     |
| 2014                  | Sporting de Kansas City | MLS                   | 24          | 0           | 0                     | 0                     | LCC+LCC                        | 2+3                            | 0                              | 1      | 0      | 11         | 0          | 41    | 0     |
| 2015                  | Sporting de Kansas City | MLS                   | 32          | 0           | 0                     | 0                     | -                              | -                              | -                              | 1      | 0      | 6          | 0          | 39    | 0     |
| 2016                  | Sporting de Kansas City | MLS                   | 18          | 1           | 5                     | 0                     | LCC                            | 0                              | 0                              | 1      | 0      | 9          | 1          | 33    | 2     |
| 2017                  | Sporting de Kansas City | MLS                   | 26          | 0           | 1                     | 0                     | -                              | -                              | -                              | 1      | 0      | 8          | 0          | 36    | 0     |
| 2018                  | Sporting de Kansas City | MLS                   | 31          | 0           | 3                     | 0                     | -                              | -                              | -                              | 4      | 0      | -          | -          | 38    | 0     |
| 2019                  | Sporting de Kansas City | MLS                   | 27          | 0           | 1                     | 0                     | LCC                            | 6                              | 0                              | -      | -      | -          | -          | 34    | 0     |
| 2020                  | Sporting de Kansas City | MLS                   | 10          | 0           | -                     | -                     | -                              | -                              | -                              | 0      | 0      | -          | -          | 10    | 0     |
| Sous-total            | Sous-total              | Sous-total            | 294         | 3           | 20                    | 0                     | -                              | 16                             | 0                              | 18     | 0      | 47         | 1          | 395   | 4     |
| 2021                  | Austin FC               | MLS                   | 20          | 0           | -                     | -                     | -                              | -                              | -                              | -      | -      | -          | -          | 20    | 0     |
| Total sur la carrière | Total sur la carrière   | Total sur la carrière | 314         | 3           | 20                    | 0                     | -                              | 16                             | 0                              | 18     | 0      | 47         | 1          | 415   | 4     |